# Tullamore Dew Heritage Center

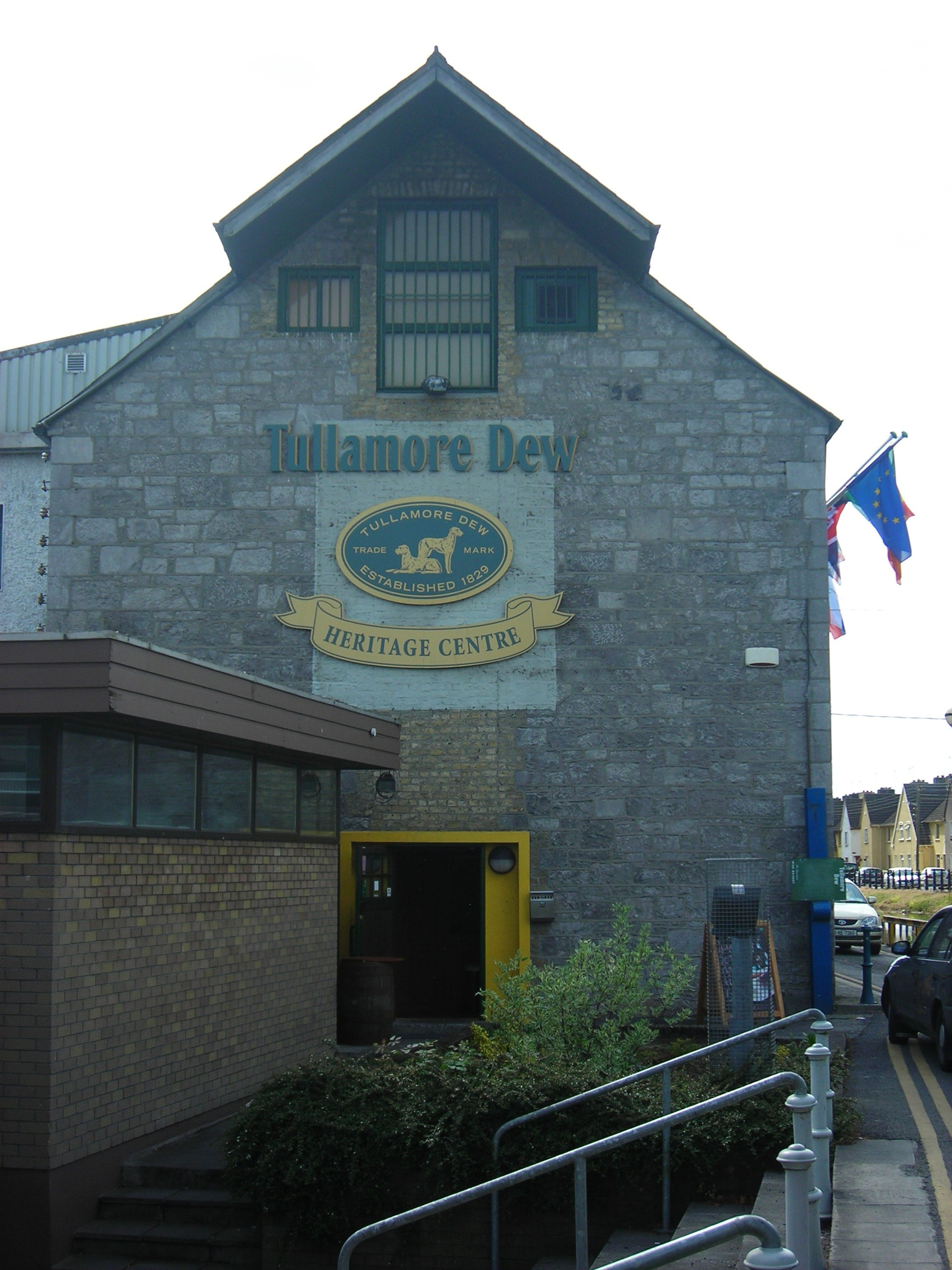
Tullamore Dew Heritage Centre (Museum und Pub)

Das Tullamore Dew Heritage Center ist das Besucherzentrum der Tullamore Dew-Brennerei. Es wurde nach Umbau eines um 1897 erbauten ehemaligen Zolllagerhaus 2012 eröffnet und informiert über den Herstellungsprozess von Whiskey. Das Zentrum befindet sich auf dem Gelände der ehemaligen Tullamore-Dew-Destillerie in Tullamore im County Offaly in Irland. Hier wurden der Tullamore-Dew-Whiskey und der Likör Irish Mist hergestellt und abgefüllt. Das Heritage Center befindet sich direkt am Grand Canal, dem Wasserweg, der es ermöglichte, Produkte aus Tullamore, wie zum Beispiel Torf, Korn, den begehrten Kalkstein und Whiskey, schneller, leichter und günstiger zu transportieren.